# Rudolf Eucken

Rudolf Christian Eucken  (n. 5 ianuarie 1846 la Aurich - d. 15 septembrie 1926 Jena) a fost un filosof german, laureat al Premiului Nobel pentru Literatură în anul 1908.

## Motivația juriului Nobel
"pentru seriozitatea cu care a tins spre adevăr, pentru forța pătrunzătoare a gândirii și previziunii, a căldurii și forței expunerii cu care a reprezentat și dezvoltat în numeroase lucrări o concepție de viață idealistă"

## Biografie
S-a născut în 1846 la Aurich, un orășel cu veche tradiție istorică, situat în nordul Germaniei (Hanovra). Rămas la vârsta de 6 ani fără tată, crește în condiții materiale modeste. Provenind dintr-o veche familie de intelectuali, mama sa n-a precupețit nici un efort pentru a asigura unicului ei fiu o educație aleasă. Eucken studiază la Göttingen filologia clasică și istoria antică. Își dă doctoratul cu o teză despre Aristotel (1866). La Berlin ia contact cu profesorul Trendelenburg, pe atunci în culmea activității sale creatoare, rector al universității și membru al Academiei Prusace, adevărat mentor spiritual al tineretului venit să studieze aici de pretutindeni. În Memoriile sale Eucken citează numele celor care s-au format la școala acestei personalități, devenind ei înșiși celebri; printre multe altele figurează și cel a lui Titu Maiorescu. În 1869 Eucken își câștigă existența predând la un reputat gimnaziu din Frankfurt, condus de Tycho Mommsen, fratele marelui istoric Theodor Mommsen. După scurt timp este numit profesor de filosofie și pedagogie la universitatea din Basel (1871), apoi i se oferă catedra de filosofie la Jena (1874), unde va avea un rodnic dialog cu studenții timp de 46 de ani și unde și-a scris  lucrările Geschichte und Kritik der Grundbegriffe der Gegenwart (Istoria și critica noțiunilor fundamentale ale zilelor noastre, 1878) sau Die Einheit des Geisteslebens im Bewusstsein und Tat der men der Menschkeit (Unitatea vieții spirituale în conștiința și fapta omenirii, 1888). În acestea ca și în multe altele, Eucken pornește de la Fichte, critică cultura aservită tehnicii, recunoaște caracterul universal al vieții spirituale - bazat pe un panteism noologic - tinde spre cuprinderea realității, depășește intelectualismul pozitivist al filosofiei savante și dezvoltă un activism etic-social.
Modul viu în care își ținea prelegerile și arta de a scrie, profunzimea și originalitatea ideilor hrănite de sincera aspirație de înnoire a civilizației explică rezonanța internațională a teoriilor sale în primele două decenii ale secolului al XX-lea. Din cercul larg de discipoli entuziaști, strânși în jurul catedrei sale, s-au desprins și cei care i-au purtat ideile mai departe și au depus stăruințe pentru ca opera sa să fie tradusă în franceză, italiană, engleză, japoneză și chineză. Era atât de cunoscut încât a fost invitat să țină prelegeri în Olanda, Finlanda, Norvegia, China și Japonia. În cadrul unui schimb cultural a ținut cursuri de filosofie în Statele Unite (1912), la New York - unde s-a întreținut cu filosoful Henri Bergson - apoi la Baltimore și Filadelfia.
Activitatea sa, închinată adevărului și muncii, a fost răsplătită cu multe distincții. Decernarea Premiului Nobel în 1908 - Eucken este al doilea german care-l primește și al 8-lea laureat - a stârnit simpatie nu numai în lumea filosofilor, ci și în rândurile marelui public, deoarece el s-a străduit să scoată filosofia din umbra școlii și s-o instaleze în inima lumii reale. A murit în 1926.

## Opera
- Die Lebensanschauungen der großen Denker (1890)
- Der Kampf um einen geistigen Lebensinhalt (Lupta pentru un conținut spiritual al vieții)- (1896)
- Der Wahrheitsgehalt der Religion (1901)
- Grundlinien einer neuen Lebensanschauung (Liniile fundamentale ale unei noi concepții de viață) (1907)
- Philosophie der Geschichte  (1907)
- Geistige Strömungen der Gegenwart (Curente spirituale contemporane)  (1908)
- Der Sinn und Wert des Lebens(Sensul și valoarea vieții) (1908)
- Mensch und Welt (Om și univers)  (1918)
- Lebenserinnerungen (Memorii)  (1921)